# Firestone (stacja metra)
Firestone – naziemna stacja niebieskiej linii metra w Los Angeles znajdująca się na platformie na Graham Avenue przy skrzyżowaniu z Firestone Avenue. Stacja położona jest poza granicami Los Angeles na terenie osady (unincorporated community) Walnut Park.

## Godziny kursowania
Tramwaje niebieskiej linii kursują codziennie od około godziny 5.00 do 0.45